# Agordat (croiseur)
Pour les articles homonymes, voir Agordat (homonymie).
Le Agordat était un croiseur torpilleur de la Regia Marina, reclassé plus tard comme croiseur éclaireur et canonnière.

## Historique

### Premières années
Construit entre 1897 et 1900 dans le chantier naval de Castellammare di Stabia sur des plans de l’ingénieur général du génie naval Nabor Soliani, le croiseur se distinguait de son navire jumeau Coatit par la plus grande hauteur des cheminées. Le principal problème du navire était ses performances modestes par rapport à la vitesse optimale pour ses utilisations prévues (défense côtière, reconnaissance et liaison).
Au cours de la première décennie des années 1900, l'Agordat se rendit fréquemment en Méditerranée. En septembre 1902, l'Agordat atteignit Constantinople, où il revint en 1907, et le 14 avril 1903, il était à Alger. En 1911, le navire a également navigué dans la mer Noire jusqu’à Sébastopol.
En 1903, le navire participe au blocus naval anglo-italo-allemand du Venezuela,.
Le 20 mai 1911, l'Agordat est envoyé en Crimée pour ramener en Italie la dépouille du général Alessandro La Marmora, fondateur des Bersagliers, mort du choléra à Balaklava en 1855.

### Guerre italo-turque
En 1911-1912, le navire a participé activement aux opérations de la guerre italo-turque.
Le 1er octobre 1911, le croiseur bombarda les installations radio de Derna et de Benghazi avec son artillerie.
Le 3 octobre, le navire, avec les croiseurs cuirassés Amalfi et Pisa et les cuirassés Vittorio Emanuele, Napoli et Roma, bombarda Tobrouk, forçant la ville à se rendre. Le lendemain 4 octobre, Tobrouk fut occupée par 400 marins.
L'Agordat, le Pisa, l'Amalfi, le Napoli et quelques navires supplémentaires (le croiseur cuirassé San Marco, trois destroyers et deux torpilleurs) furent envoyés à Derna avec de nombreux transports de troupes. Arrivés devant la ville le 15 octobre, ils demandèrent sa reddition. Ayant reçu une réponse négative, le Pisa bombarda les casernes et les fortifications. Après quoi, comme il n’y avait pas de réaction, un canot fut envoyé pour demander à nouveau la reddition. Cependant, le bateau fut pris pour cible par de tirs de fusils. L'Agordat et les autres croiseurs ouvrirent alors le feu avec leurs canons de 190 mm, détruisant la ville en une demi-heure. À deux heures de l’après-midi, une première tentative de débarquement s’avéra impossible à cause des tirs de fusils. Le bombardement se poursuivit jusqu’à quatre heures de l’après-midi. Cependant, en raison du mauvais temps, ce n’est que le 18 octobre que 1 500 soldats ont pu être débarqués et que Derna a pu être occupée.
Le 16 janvier 1912, l'Agordat intercepte le bateau à vapeur français Chartage, naviguant de Marseille à Tunis, et l’inspecte. Il trouve un avion destiné aux troupes ottomanes (la présence de l’avion et de son pilote à bord du vapeur lui avait été signalée),. À la suite du refus du commandant du Chartage de livrer l’avion, le croiseur détourna le navire français vers Cagliari, d’où il put repartir quatre jours plus tard, après que le gouvernement français eut assuré que l’avion ne serait pas livré à la Turquie. Le 18 janvier, l'Agordat arrêta et détourna vers Cagliari un autre vapeur français, le Manouba, qui avait à son bord un groupe de 29 Turcs prétendant être des médecins et des infirmières du Croissant Rouge turc. Cependant, un rapport avait révélé qu’il s’agissait d’une couverture pour faire venir en Tunisie des officiers turcs. Munis d’une somme d’argent considérable, ils auraient organisé la contrebande en faveur de la Turquie. Comme seuls 11 des 29 Turcs ont été identifiés comme membres du Croissant-Rouge, le navire n’a été autorisé à repartir deux jours plus tard qu’après le débarquement des passagers turcs,. L’affaire du Chartage et du Manouba menace de déclencher un incident diplomatique entre l’Italie et la France,.
Le 9 avril 1912, l'Agordat, avec le croiseur torpilleur Iride, les vieux cuirassés Re Umberto, Sicilia et Sardegna et un groupe de torpilleurs, appuie le débarquement et l’occupation de Macabez, sur la côte libyenne, à la frontière avec la Tunisie, qui est un centre de contrebande pour les troupes ottomanes.
Au printemps 1912, le croiseur opère dans la mer Égée, prenant part à l’occupation du Dodécanèse.
En janvier 1913, plusieurs mois après la fin de la guerre, l'Agordat est envoyé à Smyrne, où il reste stationnaire jusqu’en mai. De mai au 31 octobre 1913, il est en Cyrénaïque.

### Première Guerre mondiale
Le 4 juin 1914, l'Agordat est reclassé comme croiseur éclaireur,. Au cours de l’été de cette année-là, le navire a été déployé le long de la côte albanaise, où les forces italiennes avaient établi des garnisons.
Au moment de l’entrée de l’Italie dans la Première Guerre mondiale, l'Agordat était basé à Venise, sous le commandement du capitano di fregata Alfredo Acton.
Le 24 mai 1915, l'Agordat, avec les torpilleurs Spica, Sirio, Saffo, Serpente et Scorpione, part pour une première mission de patrouille et de blocage du canal d'Otrante, entre Palascia et Saseno.
Pendant la guerre, le croiseur éclaireur a opéré en Méditerranée, principalement comme escorteur. Le 24 novembre 1915, il est affecté à l’escadre franco-anglaise.
Le 25 février 1916, l'Agordat et le croiseur éclaireur Libia, envoyés à Durrës, ralentissent l’avance des troupes austro-hongroises vers la ville albanaise, où s’achève l’évacuation des troupes serbes et de la garnison italienne. Le 26 février, le navire (avec le Libia, les croiseurs auxiliaires Città di Catania, Città di Siracusa et Città di Sassari, et le vieux bélier torpilleur Puglia, reste à l’ancre pour bombarder également les positions ennemies à Capo Bianco, Rrashbull, altitude 200, ainsi que les hauteurs environnantes, le barrage et la route de Tirana, toujours dans le cadre des opérations d’évacuation de Durrës.
Le 6 avril 1916, l'Agordat est basé à Tarente et le 22 octobre 1917, il est transféré à La Spezia.

### Après-guerre
Après la guerre, le croiseur éclaireur a participé à l’occupation de la côte turque sur la mer Noire.
En 1921, l'Agordat vieillissant est reclassé comme canonnière et subit des modifications qui aboutissent à un armement composé de 2 canons de 120/40 mm et de 8 canons de 76/40 mm. L’un des deux arbres d'hélice a été enlevé.
Désormais vieux et complètement obsolète,, le navire a été radié en 1923 et envoyé à la démolition.